# Psychotria longipedicellata
Psychotria longipedicellata är en måreväxtart som beskrevs av Adolph Daniel Edward Elmer. Psychotria longipedicellata ingår i släktet Psychotria och familjen måreväxter. Inga underarter finns listade i Catalogue of Life.